# (16783) Bychkov
(16783) Bychkov est un astéroïde de la ceinture principale.

## Description
(16783) Bychkov est un astéroïde de la ceinture principale. Il fut découvert le 14 décembre 1996 à l'observatoire Goodricke-Pigott par Roy A. Tucker. Il présente une orbite caractérisée par un demi-grand axe de 2,63 UA, une excentricité de 0,17 et une inclinaison de 13,7° par rapport à l'écliptique.

## Compléments